# 卡門薩爾塞多區
14°41′38″S 74°07′27″W / 14.69389°S 74.12417°W
卡門薩爾塞多區（西班牙語：Distrito de Carmen Salcedo），是秘魯的一個區，位於該國中南部阿亞庫喬大區的盧卡納斯省，始建於1943年12月28日，面積473.7平方公里，海拔高度3,437米，2005年人口1,768，人口密度每平方公里3.7人。